# Opisthorchis
Genre
Opisthorchis est un genre de vers appartenant à l'ordre des Plagiorchiida, bien que les Opisthorchiida soient parfois traités comme un ordre à part entière.

## Liste d'espèces
Ce genre comprend les espèces suivantes[réf. nécessaire] :
- Opisthorchis ahingii Mehra, 1941
- Opisthorchis allahabadii Mehra, 1941
- Opisthorchis altaevi Saidov, 1954
- Opisthorchis anasi Khan, 1987
- Opisthorchis asiaticus (Skrjabin, 1913)
- Opisthorchis bagarius Chandra & Banerjee, 1992
- Opisthorchis bendawesi (Sharma, 1988
- Opisthorchis brahminii Gogoi, Mukit & Chakravarty, 1982
- Opisthorchis caudalspinutum Bhadauria & Dandotia, 1980
- Opisthorchis chabaudi Bourgat, 1977
- Opisthorchis cheelis Lal, 1939
- Opisthorchis choledochus (von Linstow, 1883)
- Opisthorchis dayalii Agarwal & Kumar, 1988
- Opisthorchis dendriticus Morgan, 1927
- Opisthorchis elongatus Agrawal, 1977
- Opisthorchis entzi Ratz, 1900
- Opisthorchis felineus (Rivolta, 1884)
- Opisthorchis geminus (Looss, 1896)
- Opisthorchis giddhis Lal, 1939
- Opisthorchis gorakhpurensis Rai, 1971
- Opisthorchis gurdaspurensis Duggal & Bedi, 1987
- Opisthorchis gwaliorensis Bhadauria & Dandotia, 1979
- Opisthorchis indicus Mehra, 1941
- Opisthorchis jonesae Bilqees & Khan, 2006
- Opisthorchis kashmirensis Chishti & Mir, 1988
- Opisthorchis lobatum (Bilquees, Shabbir & Parveen, 2003
- Opisthorchis lomeensis Bourgat & Combes, 1975
- Opisthorchis longissimus von Linstow, 1883
- Opisthorchis mehrai Agarwal, 1959
- Opisthorchis milvusensis Murhar, 1959
- Opisthorchis minor Liu Zhong, 1984
- Opisthorchis obsequens Nicoll, 1914
- Opisthorchis parageminus Oshmarin, 1971
- Opisthorchis parasiluri Long & Lee, 1958
- Opisthorchis pedicellatus Verma, 1927
- Opisthorchis pelecani Mehra, 1941
- Opisthorchis philippinensis Eduardo & Gaddi, 2003
- Opisthorchis piscicola Odhner, 1902
- Opisthorchis schikhobalovi Sultanov, 1962
- Opisthorchis simulans (Looss, 1896)
- Opisthorchis starkovi Biocca & Bennetti, 1956
- Opisthorchis sudarikovi (Feizullaev, 1961)
- Opisthorchis tenuicollis (Rudolphi, 1819)
- Opisthorchis thaparae Agarwal, 1959
- Opisthorchis thapari Agrawal & Singh, 1980
- Opisthorchis thapari Gupta & Saxena, 1985
- Opisthorchis tonkae Wallace & Penner, 1939
- Opisthorchis tsingkianpuensis HsuetCho'w, 1938
- Opisthorchis vitellatus Ching, 1950
- Opisthorchis vivenini (Poirier, 1886)
- Opisthorchis viverrini (Poirier, 1886)
- Opisthorchis wardi Wharton, 1921
- Opisthorchis wuhanensis Jin Daxiong, 1981